# Dobrzany
Dobrzany (niem. Jacobshagen, Jakobshagen) – miasto w północno-zachodniej Polsce, w województwie zachodniopomorskim, w powiecie stargardzkim, siedziba gminy miejsko-wiejskiej Dobrzany, na Pojezierzu Ińskim, nad jeziorem Szadzko.
Według danych z 31 grudnia 2011 miasto miało 2404 mieszkańców.

## Położenie

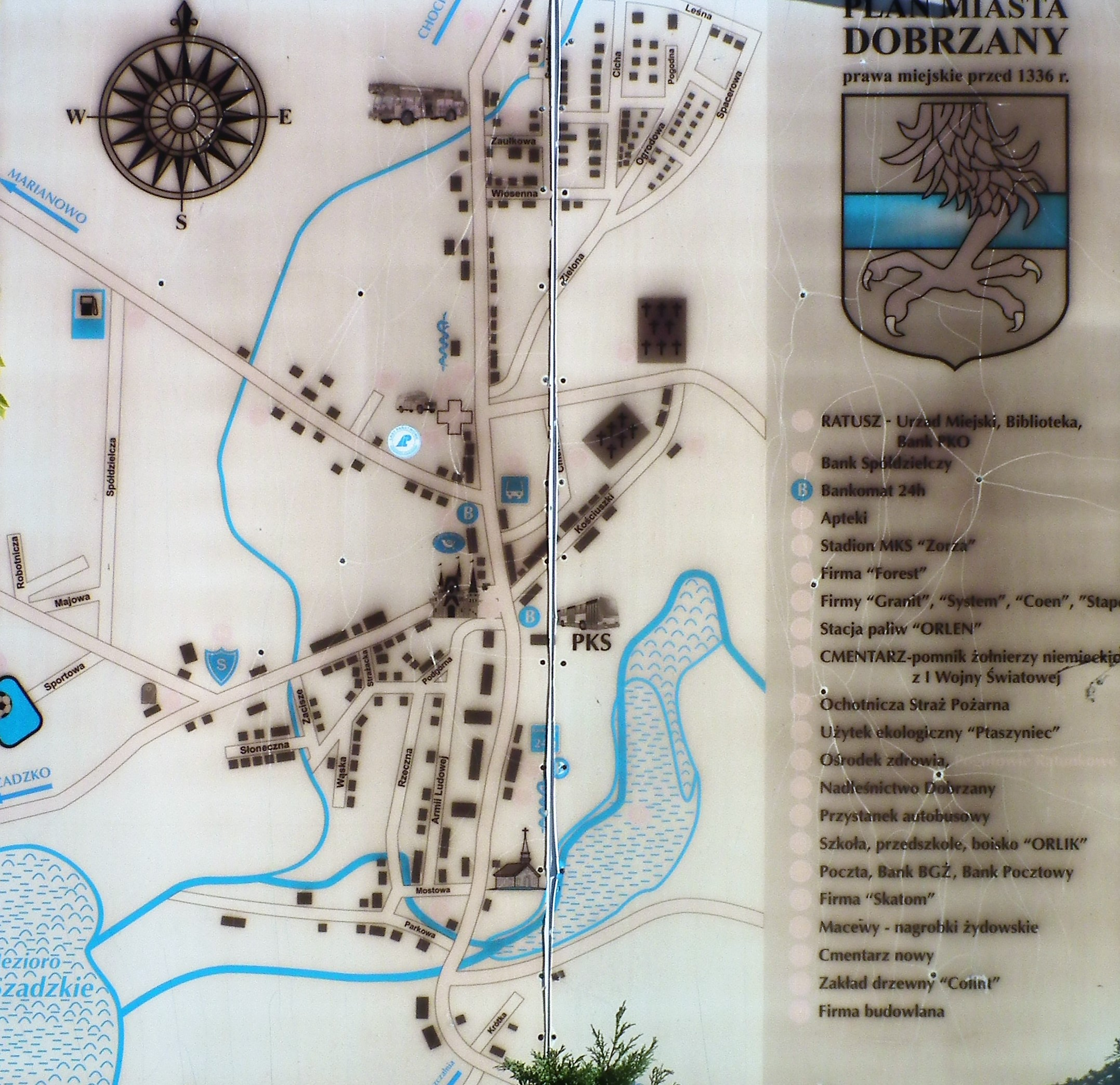
Plan miasta

Dobrzany (przy współrzędnych 53°21′31″N 15°25′34″E/53,358611 15,426111) leżą w centralnej części woj. zachodniopomorskiego, w południowej części powiatu stargardzkiego, w środkowej części gminy Dobrzany.
Miejscowość Dobrzany leży 32 km na wschód od Stargardu. Od strony południowej opływa Dobrzany niewielka rzeka Pęzinka, dopływ Krąpieli, która przepływa przez Staw Młyński i wpada do Jeziora Szadzkiego.
Według danych z 28 grudnia 2012 powierzchnia miasta wynosiła 5,34 km².
Rozciągłość zabudowań miejskich w kierunku południkowym wynosi ok. 2,3 km, a w kierunku równoleżnikowym ok. 1,2 km.
W latach 1975–1998 miasto administracyjnie należało do woj. szczecińskiego.

## Historia
Nieznana jest pierwsza słowiańska nazwa tej miejscowości. Dobrzany powstały prawdopodobnie w XII wieku. W zachowanych dokumentach występowała pod nazwą Jacobshagen. Nazwa ta po II wojnie światowej uległa kilkakrotnej zmianie. Najpierw miejscowość nazywała się Jakubowo, później Dobrzanek, aż wreszcie utrwaliła się obecna nazwa Dobrzany. Prawa miejskie Dobrzany otrzymały przed 1336. Liczne ryglowe domy z XVIII i XIX wieku.
Pierwsza wzmianka o kościele w Dobrzanach pojawiła się w 1381. Obok kościoła znajdował się do końca XVI w. cmentarz, który następnie przeniesiono na zachodni kraniec miasta. Ten cmentarz zachował się do XIX w. Następnie cmentarz usytuowano na małym wzniesieniu (obecnie znajduje się przy ul. Cmentarnej).

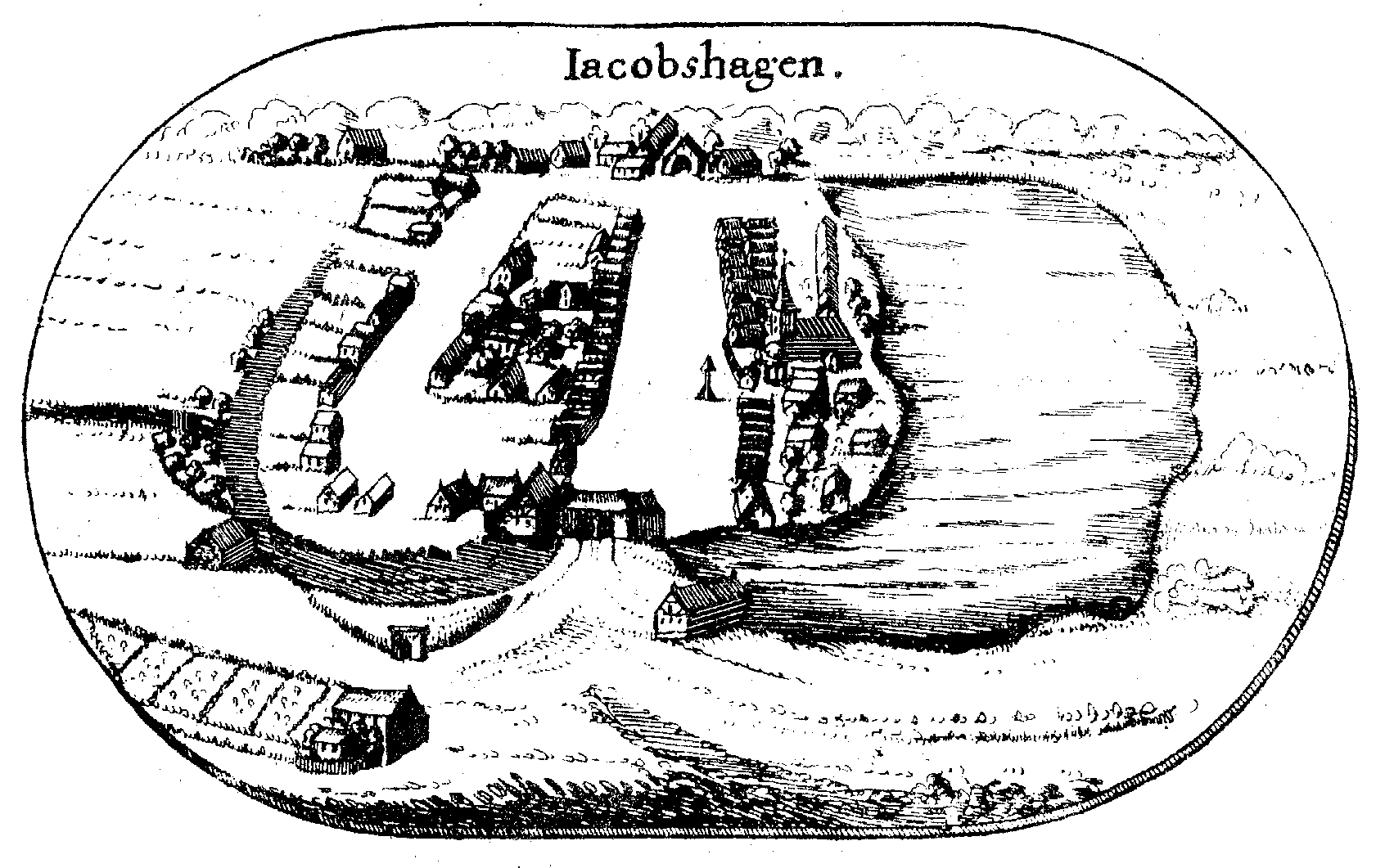
Panorama miasta z Wielkiej Mapy Księstwa Pomorskiego

Już na VII w. datowane jest pierwotne osadnictwo na terenie Dobrzan. W IX-XIII w. istniały tu dwa grody obronne. Obszar został włączony do państwa polskiego przez Mieszka I ok. 967 roku. Przed rokiem 1336 miała miejsce lokacja miasta Jakobshagen. Lata 1368-1459 to czas, gdy miasto leżało w granicach księstwa słupskiego. W styczniu 1606 miasto spotkało się z dużymi zniszczeniami wskutek pożaru – spłonęły 22 domy, prawie sto izb, a także około połowy bydła i pozostałego inwentarza. Ze względu na straty duża część mieszkańców postanowiła opuścić miasto i osiedlić się w sąsiednich wioskach. Pozostali skorzystali z pomocy księcia – 20 gospodarzy otrzymało prawo do wyrębu lasu. Wybudowano także nową karczmę. W 1618 roku Dobrzany musiały być na tyle odbudowane, by znaleźć się na pierwszej mapie Pomorza, autorstwa kartografa Eilharda Lubinusa z 1618 jako liczące się miasteczko.
W latach 1651–1654 Dobrzany, jak i cały powiat stargardzki były pod zarządem szwedzkim, następnie przeszły pod panowanie elektora brandenburskiego.
W roku 1781 miał miejsce kolejny wielki pożar miasta, który wymusił reorganizację zabudowy. Z istniejących wcześniej 294 domów w mieście pozostały tylko 4. Odbudowa miasta nastąpiła po otrzymaniu dotacji w wysokości 39.000 talarów z kasy państwowej. Niezależnie od państwowej dotacji w całym kraju zorganizowano zbiórkę pieniędzy na rzecz poszkodowanych. W odbudowie posłużyły materiały (głównie kamienie i cegły) z rozbiórki zniszczonego w wojnie trzydziestoletniej zamku w pobliskim Szadzku. Początkowo Król Fryderyk II nie wyraził zgody na użycie elementów zamku, jednakże ostatecznie zezwolił na rozbiórkę, z zastrzeżeniem że pod nadzorem władz rejencji, która wydawała pisemne pozwolenia.
W 1896 r. zaczęła kursować "Szadzka Kolej Wąskotorowa", która jeździła na trasie Stargard – Poźrzadło Dwór (przez Starą Dąbrowę, Trąbki i Kozy Pomorskie). Po II wojnie światowej odcinek za Dobrzanami zlikwidowano z powodu utworzenia poligonu drawskiego. Przewozy na linii Stargard – Dobrzany zawieszono w 1996 r.
W czasie II wojny światowej Niemcy utworzyli w mieście podobóz pracy przymusowej obozu jenieckiego Stalag II D. 2 marca 1945 miasto zostało zajęte przez wojska radzieckie (I Front Białoruski, 3. Armia Uderzeniowa, I Armia Pancerna), zniszczenia sięgnęły 60% zabudowy miasta. Jeszcze w tym samym miesiącu wybrano burmistrza Dobrzan, którym został Jan Nagórski. Latem 1945 rozpoczęto wysiedlanie dotychczasowej ludności do Niemiec.
Po przejęciu miasta przez polską administrację przejściowo używano nazw Jakubowo oraz Dobrzanek. Nazwę Dobrzany wprowadzono w listopadzie 1946 roku.

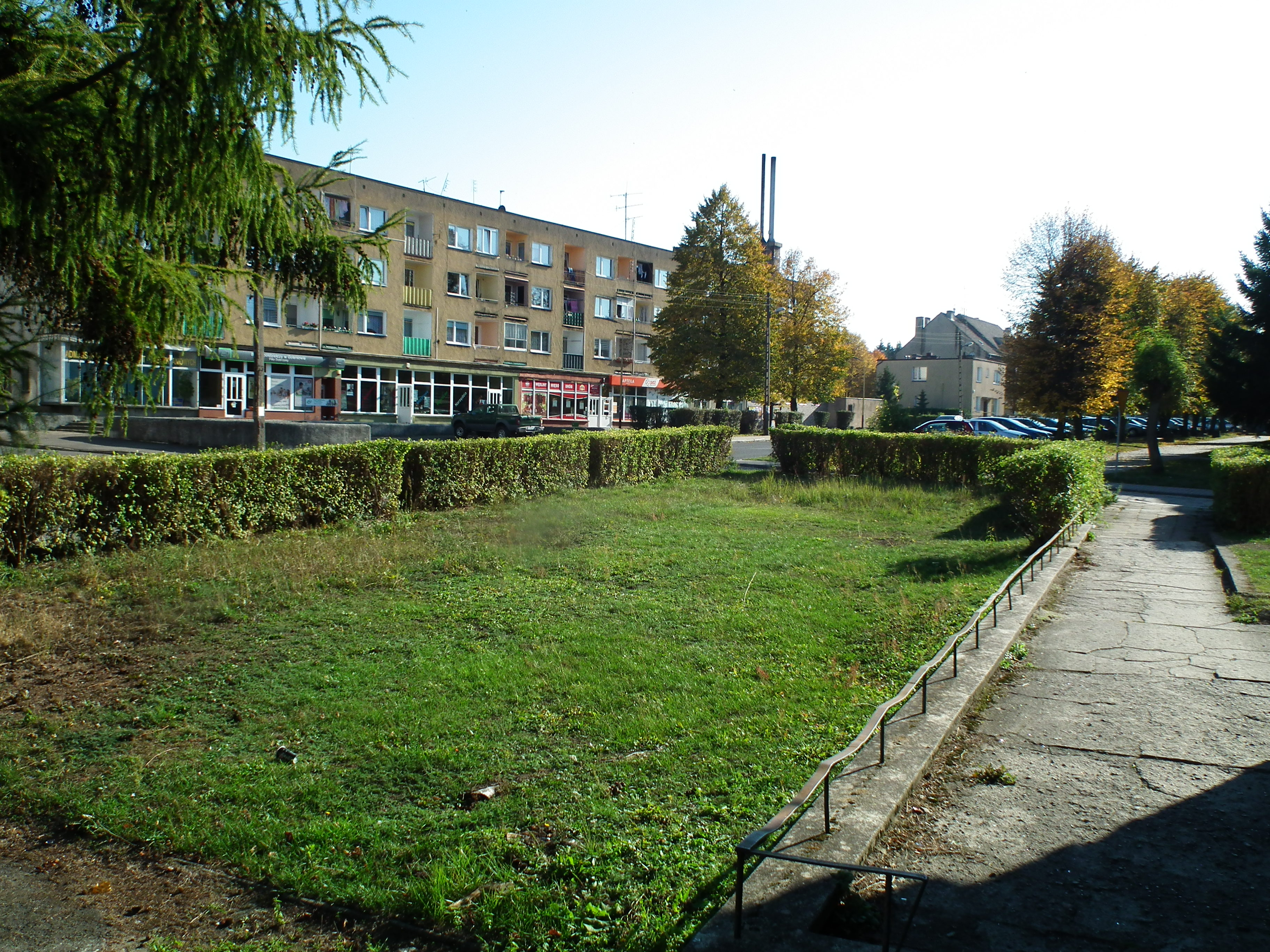
Zabudowa powojenna w centrum

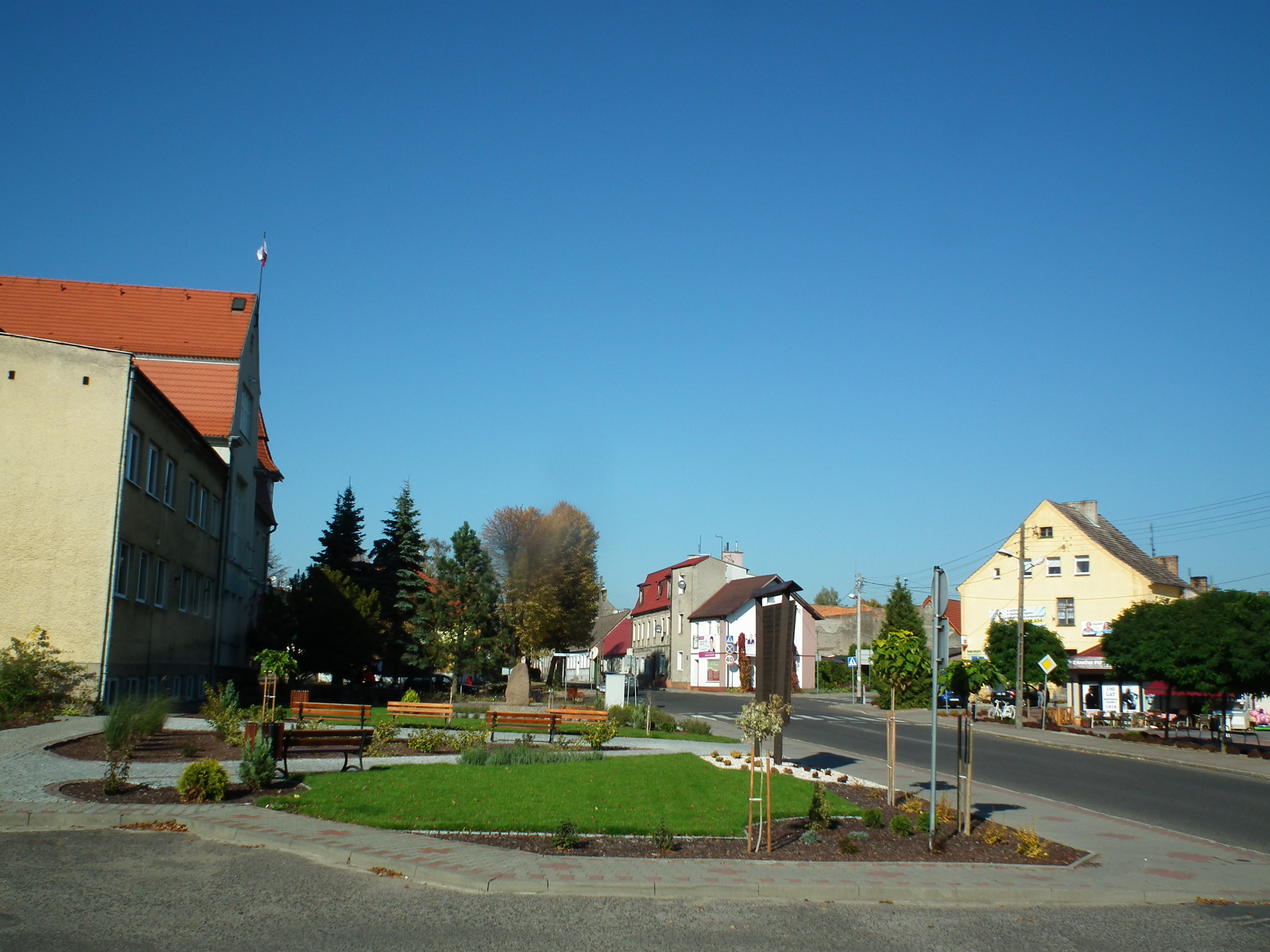
Fragment centrum miasta

W 1973 zmniejszono zasięg administracyjny miasta.

## Demografia

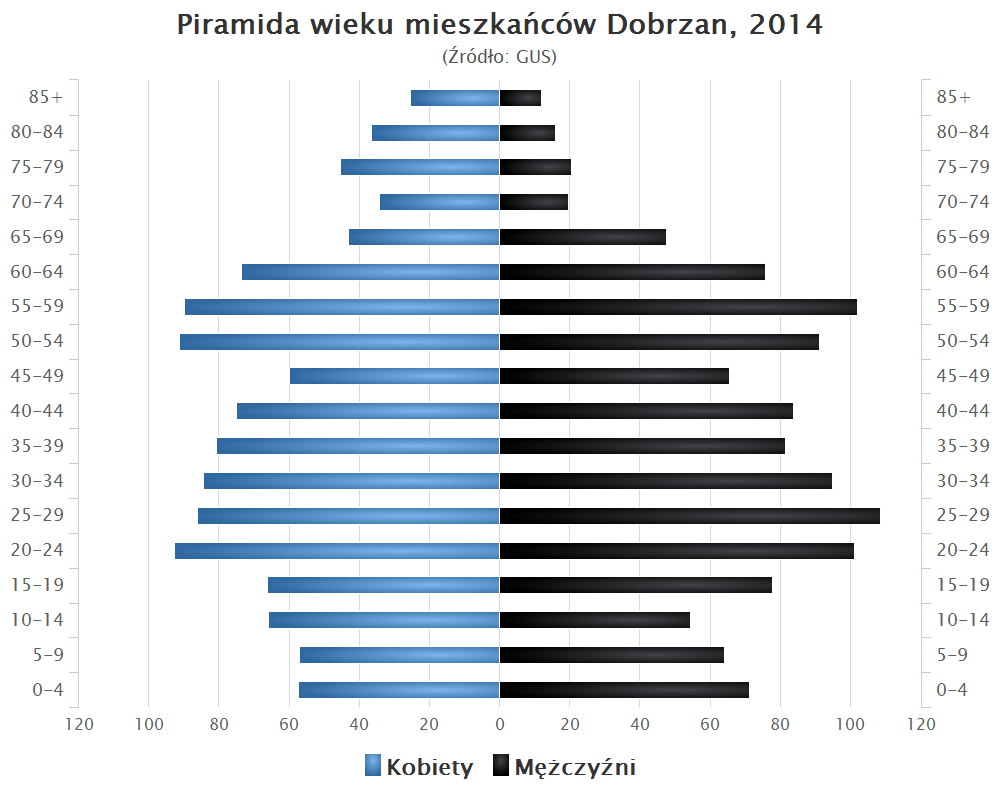
Piramida wieku mieszkańców Dobrzan w 2014 roku

## Zabytki
- kościół św. Michała Archanioła z lat 1782-1784[13].
- neogotycko-secesyjny ratusz w początku XX w. z oktagonalną wieżyczką w narożu i z bocznym ryzalitem[14];
- domy o konstrukcji ryglowej z XVIII i XIX w.;
- dwa grodziska z IX i X wieku z podwójnym wałem.

## Oświata
Miasto po likwidacji pozostałych szkół na terenie gminy pełni rolę głównego gminnego ośrodka oświaty. Na terenie Dobrzan funkcjonuje Zespół Szkół Publicznych, do którego uczęszczało w 2009 637 uczniów z całej gminy Dobrzany.
W skład Zespołu wchodzą:
- Przedszkole Miejskie
- Szkoła Podstawowa im. Tadeusza Kościuszki
- Gimnazjum im. Krzysztofa Kamila Baczyńskiego

## Sport
W Dobrzanach działa wielosekcyjny klub sportowy MKS Zorza Dobrzany. Wcześniej znany był pod nazwą "KS Sokół" (przed 1954) oraz "LZS Zorza-Saturn Dobrzany" (do 2001). Obecnie prowadzi dwie sekcje: piłkarską i kolarską. W przeszłości prowadzono także sekcje: żeglarską, turystyczną, piłki siatkowej, szachowo-warcabową i tenisa stołowego.
Klub został założony w 1954 r. i ma barwy biało-niebieskie. Zespół piłkarski rozgrywa mecze na Stadionie Miejskim im. Dionizego Stąpóra w Dobrzanach z boiskiem o wymiarach 105x67 i trybunach o pojemności 1000 miejsc (w tym 700 miejsc siedzących). W sezonie 2012/2013 MKS Zorza Dobrzany występuje w Lidze Okręgowej, w grupie "Szczecin".

## Administracja

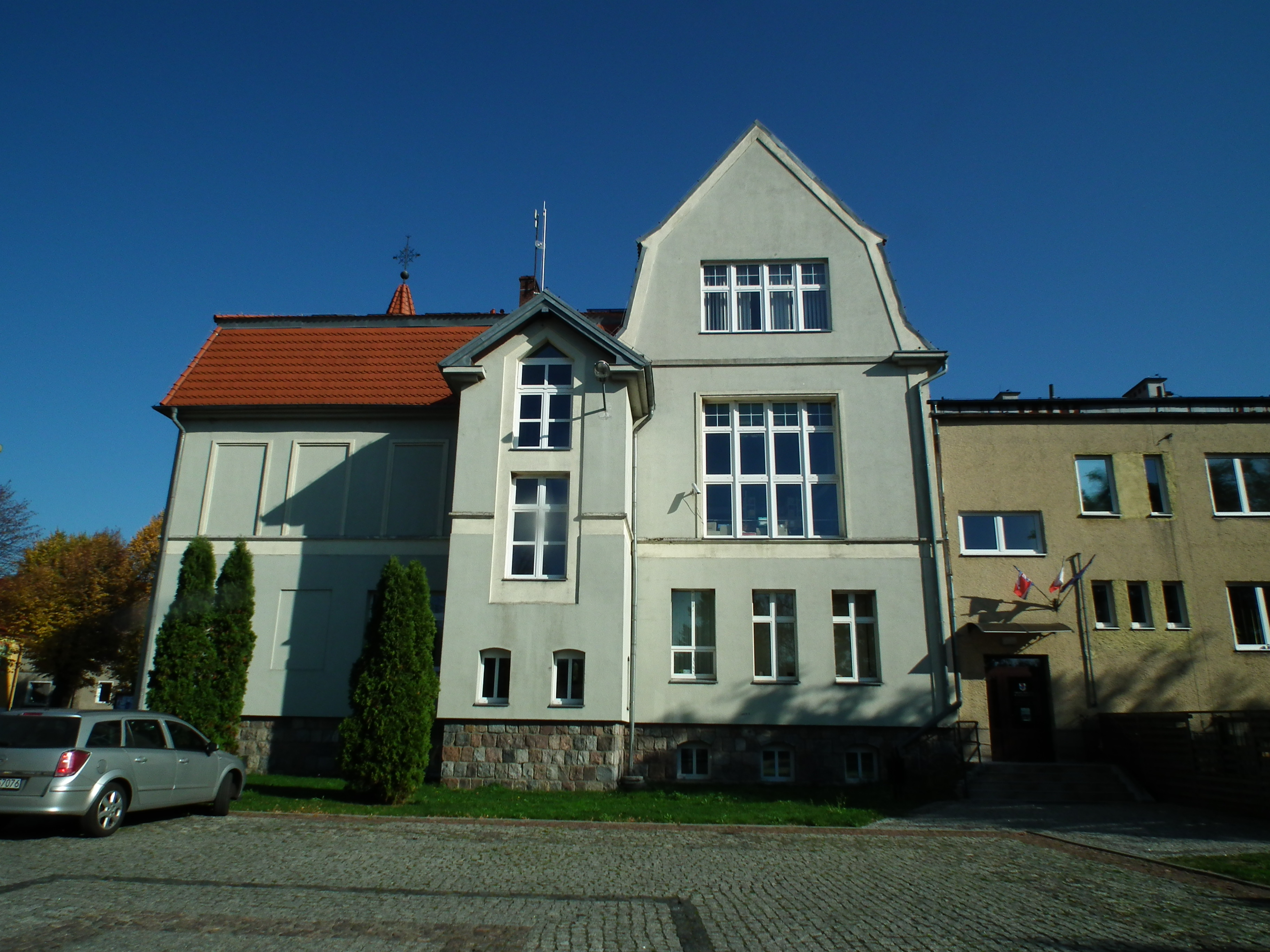
Ratusz

Miasto jest siedzibą gminy miejsko-wiejskiej. Mieszkańcy Dobrzan wybierają do swojej rady miejskiej 7 radnych (7 z 15). Pozostałych 8 radnych wybierają mieszkańcy terenów wiejskich gminy Dobrzany. Organem wykonawczym jest burmistrz. Siedzibą władz jest budynek przy ul. Staszica.
Burmistrzowie Dobrzan:
- Witold Kasprzak-Dżyberti (22 marca 2004-2010)[18]
- Jan Prościak (2010-2014)[19]
- Anna Gibas (2014-2020)[20]
- Zbigniew Kurzymski (2020-2021) pełniący obowiązki burmistrza.
- Paweł Filip (2021-)

Mieszkańcy Dobrzan wybierają parlamentarzystów z okręgów z komisją wyborczą w Szczecinie, a posłów do Parlamentu Europejskiego z okręgu wyborczego nr 13.